# Zoning (Fraser-Davis-Malaby-Album)
Zoning ist ein Jazzalbum von Nick Fraser, Kris Davis und Tony Malaby. Die wohl um 2018 im Studio der Canterbury Music Company, Toronto, entstandenen Aufnahmen erschienen 2019 auf Astral Spirits.

## Hintergrund
Auf dem Album spielten der Schlagzeuger Nick Fraser, die Pianistin Kris Davis und der Saxophonist Tony Malaby sowie auf der Hälfte der sechs Stücke des Albums die Gäste Ingrid Laubrock und Lina Allemano. Das Trio Fraser/Davis/Malaby hat bereits 2015 zusammen auf Too Many Continents (Clean Feed) aufgenommen, und ihre gemeinsame Affinität ist nach dem Urteil von Troy Dostert sofort erkennbar, mit kleineren Gesten, die sich unweigerlich in viel umfassendere Richtungen entwickeln. Die Hälfte der Titel des Albums sind Kompositionen von Nick Fraser.

## Titelliste
- Nick Fraser – Kris Davis – Tony Malaby (with Ingrid Laubrock & Lina Allemano): Zoning (Astral Spirits AS112, Monofonus Press, MF216)[2]

1. Zoning (Fraser) 6:44
2. Events (Davis) 7:25
3. Wells Tower (Fraser) 5:47
4. Sketch 46 (Fraser) 9:07
5. Charismatics (Malaby) 8:32
6. Coda (Davis, Fraser, Malaby) 2:14

## Rezeption

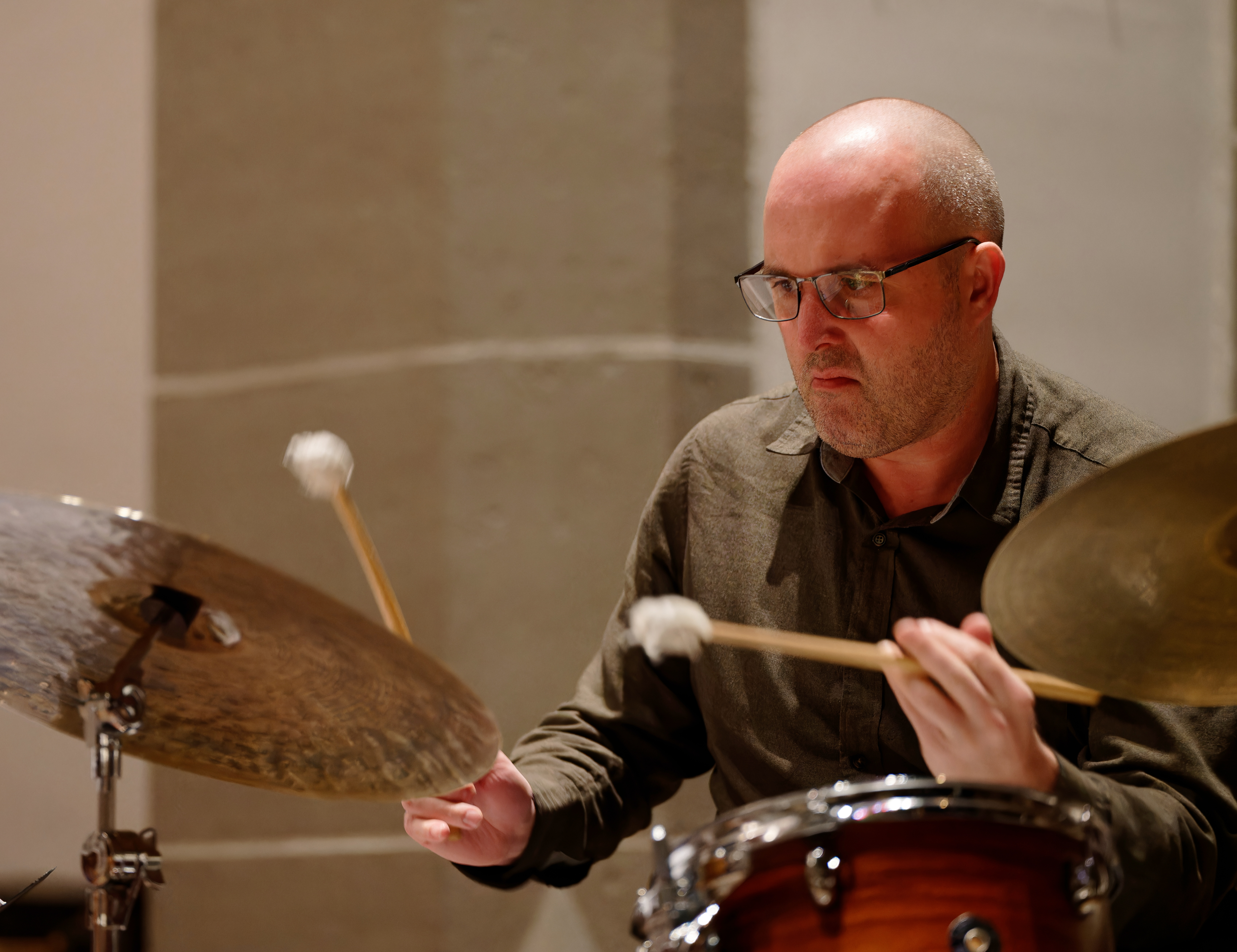
Nick Fraser (2023)

Nach Ansicht von Troy Dostert, der das Album in All About Jazz rezensierte, gebe die Anwesenheit von Laubrock und Allemano im Titelstück Nick Fraser eine breitere Palette an Möglichkeiten, und er nutze sie voll aus. Dasselbe gelte für „Wells Tower“, wo die Bläser ihre Magie in ein von Davis und Fraser geschaffenes, hinterlistiges rhythmisches Gewebe einbrächten, oder „Sketch 46“, das elliptischste Stück des Albums, mit einem mysteriösen Aspekt, der durch zarte Figuren und subtile Texturen aller fünf Spieler erzeugt werde und schließlich durch Davis‘ durchsetzungsfähiges Bassregister und Frasers impulsgebenden Puls eine bestimmtere Form annehmen würde.
Die drei Trio-Stücke seien ebenso überzeugend, so Dostert. „Events“ sei eine schillernde Davis-Komposition mit unbändiger Energie von Anfang an, Malabys beißendes Tenorsaxophon manövriere geschickt neben Davis‘ herabfallenden Scherben-artigen Klängen und donnernden Grollen, während Fraser irgendwie alles zusammenhalte, nur um das Stück plötzlich in eine fragile Träumerei zu verwandeln. „Charismatics“ ist Malabys Schöpfung, in der er sein beißendes Sopransaxophon über intensive acht Minuten präsentiert, während Fraser und Davis seine emotionale Katharsis mit einem sehnigen Groove befeuerten. Die kollektiv improvisierte „Coda“ sei ein kurzer, aber passender Abschluss der Platte, wobei alle drei Spieler nur ein paar Notenspuren zulassen, um das Ende von etwas Besonderem anzukündigen.